# Gouffre Mirolda
Gouffre Mirolda – jaskinia krasowa we Francji, w Alpach Sabaudzkich. Była ona najgłębszą jaskinią na świecie od 26 stycznia 1998 r. do sierpnia 1998 roku (z głębokością -1610 m), a następnie od stycznia 2003 roku do lipca 2004 r., kiedy to na czoło wysunęła się gruzińska Jaskinia Krubera w Abchazji.

## Położenie
Jaskinia (obecnie jako System Lucien Bouclier) znajduje się w gminie Samoëns we francuskim departamencie Górna Sabaudia. Jej korytarze są rozwinięte w masywie Aouille de Criou (2227 m n.p.m.) - Pointe Rousse (2577 m n.p.m.) w grupie górskiej Massif du Giffre w Prealpach Sabaudzkich.

## Nazwa
Nazwa "Mi-Rol-Da" została nadana jaskini dla upamiętnienia trzech speleologów (Michel Schmidt, Roland Chenevier i Daniel Trouilleux), którzy zginęli w zalanej nagłym przypływem wód jaskini Gournier w dolinie Choranche, w masywie Vercors, w 1976 r.

## Historia
Pierwsze wejście do jaskini, położone na wysokości 1880 m n.p.m. (obecnie otwór CD11), został odkryty przez młodego pasterza imieniem Marc w 1971 r. Działalność w jaskini pierwsi podjęli speleolodzy z klubu "Aven" z Lyonu. Już w następnym roku osiągnięto w jaskini głębokość -127 m oraz odkryto na wysokości 2336 m n.p.m. wejście do jaskini Lucien Bouclier. W 1992 r. speleolodzy z lyońskiego klubu "Ursus" dokonali połączenia obu jaskiń, osiągając głębokość -1436 m. W 1999 r. głębokość jaskini wzrosła do -1616 m. Aktualny rekord głębokości w jaskini, wynoszący -1733 m, został osiągnięty przez grupę 4 speleologów po pokonaniu dawnego „końcowego” syfonu w 2003 r.